# Jankoviči
Jankoviči – wieś w Słowenii, w gminie Črnomelj. W 2018 roku liczyła 43 mieszkańców.